# Чучуке
Чучуке (чорн. Čučuke/Чучуке укр. Чучуке) — село (поселення) в Чорногорії, підпорядковане общині Будва. Населення — 0 мешканців (хоча й проживає, неофіційно, кілька жителі в закинутих будинках).

## Населення
Динаміка чисельності населення (станом на 2003 рік):
- 1948 → 21
- 1953 → 24
- 1961 → 26
- 1971 → 20
- 1981 → 0
- 1991 → 10
- 2003 → 0